# Y: The Last Man (série de televisão)
Y: The Last Man (prt: Y: O Último Homem) é uma série dramática pós-apocalíptica norte-americana desenvolvida por Eliza Clark com base na série de quadrinhos de mesmo nome de Brian K. Vaughan e Pia Guerra. A série estreou em 13 de setembro de 2021, no FX on Hulu, e é estrelada por Diane Lane, Ashley Romans, Ben Schnetzer, Olivia Thirlby e Amber Tamblyn. Em 18 de outubro de 2021, a série foi cancelada pela FX on Hulu ainda durante sua primeira temporada.

## Premissa
Y: The Last Man se passa em um mundo pós-apocalíptico onde um misterioso evento cataclísmico matou simultaneamente todos os mamíferos com um cromossomo Y, exceto por um homem, Yorick Brown (Ben Schnetzer), e seu macaco de estimação Ampersand. A série segue Yorick enquanto ele atravessa o novo mundo, enquanto seus sobreviventes lutam com suas perdas e tentam restaurar a sociedade mundial liderada pela mãe de Yorick, que é a nova presidente dos Estados Unidos, Jennifer Brown (Diane Lane).

### Efeitos de gênero
Na história em quadrinhos original, cada animal com um cromossomo Y morre instantaneamente ao mesmo tempo, incluindo a maioria dos mamíferos (pássaros, répteis, anfíbios, peixes e invertebrados não são afetados porque usam principalmente cromossomos sexuais diferentes). Embora as pessoas transgênero não estivessem muito focadas na história em quadrinhos original, foi mencionado que os homens trans sobreviveram por não possuírem cromossomos Y.
Os produtores pretendiam atualizar e expandir as ramificações disso, para refletir as mudanças nas atitudes da sociedade em relação ao gênero nas quase duas décadas desde o início dos quadrinhos. Os showrunners especificaram que mulheres trans com cromossomos Y também morreram, assim como mulheres com insensibilidade androgênica que não sabiam que tecnicamente possuíam cromossomos Y. Os produtores também fizeram questão de adicionar um personagem homem trans no elenco regular (interpretado por Elliot Fletcher), que não tem uma contraparte direta no quadrinho original, para expandir essa construção de mundo.
Falando no painel do TCA de agosto de 2021, a showrunner Eliza Clark disse: "A masculinidade de Yorick não é o que o diferencia neste mundo, é seu cromossomo Y que o diferencia. O gênero é diverso e os cromossomos não são iguais ao gênero. No mundo da televisão mostra que todo mamífero vivo com um cromossomo Y morre. Tragicamente, isso inclui muitas mulheres; inclui pessoas não-binárias; inclui pessoas intersexo... Estamos fazendo um programa que afirma que mulheres trans são mulheres, homens trans são homens, pessoas não-binárias são não-binárias e isso é parte da riqueza do mundo com o qual podemos brincar."
O membro do elenco Elliot Fletcher, que como seu personagem Sam Jordan é um homem trans, disse que "Neste mundo após o evento, o gênero é um tanto irrelevante. Eu acho que uma das coisas hilárias sobre este programa é que após o evento, Yorick pode andar por aí sem uma máscara porque ele é considerado trans, ao invés de pessoas pré-evento serem do gênero. Então, eu acho que isso inverteu completamente a ideia tradicional de gênero, então eu estava muito confortável  ingressar em um projeto que sabia disso com antecedência e se comprometeu totalmente com isso."

### Efeitos sociais
A showrunner Eliza Clark explicou que a equipe de roteiristas tentou analisar os efeitos colaterais lógicos do que aconteceria se todas as pessoas com cromossomos Y morressem instantaneamente. Ela disse que ficou surpresa com a forma como, mesmo em 2020, ainda há uma grande disparidade de gênero em muitos aspectos da infraestrutura essencial, que vão desde a rede de energia elétrica até algo tão básico como o transporte por caminhão para manter as linhas de abastecimento funcionais: "Basicamente, o que aprendi é que toda a nossa economia é movida a caminhões. Então, se você mora em uma cidade, sabe que quando vai a uma mercearia, essa mercearia precisa de duas entregas por dia para ser estocada para o número de pessoas que estão comprando [ali], e eles não têm armazenamento. Acho que 5% dos caminhoneiros são mulheres."
Clark continuou a dizer que, embora todas as pessoas com cromossomos Y sejam repentinamente mortas, essencialmente removendo a divisão binária de gênero entre os sobreviventes, a sociedade resultante que se desenvolve ao longo da série não é igualitária. Outras divisões sociais permanecem baseadas em raça, orientação sexual, política ou riqueza.

## Elenco e personagens

### Principais
- Diane Lane como Jennifer Brown, mãe de Yorick e Hero, e uma congressista democrata dos EUA elevada ao cargo de presidente. Ela foi anteriormente a presidente do Comitê de Inteligência da Câmara
- Ashley Romans como Agente 355, um membro da organização secreta Culper Ring e guarda-costas de Yorick. Ela é mais conhecida por seu pseudônimo de agente do serviço secreto Sarah Burgin
- Ben Schnetzer como Yorick Brown, um escapologista amador e agora o último homem cisgênero conhecido que restou vivo;[7] seu macaco-prego de estimação chamado Ampersand é o único outro mamífero macho sobrevivente
- Olivia Thirlby como Hero Brown, irmã de Yorick, uma paramédica, adúltera autodestrutiva, usuária de drogas e alcoólatra, pela qual ela responsabiliza sua mãe
- Juliana Canfield como Beth DeVille, ex-namorada de Yorick, que o deixou para "conhecer" pessoas em toda a Austrália
- Elliot Fletcher como Sam Jordan, um homem trans e o melhor amigo do Hero
- Marin Ireland como Nora Brady, uma ex-assessora de imprensa do presidente Ted Campbell e uma submissa patológica
- Amber Tamblyn como Kimberly Campbell Cunningham, filha do falecido presidente Ted Campbell e autora de best-sellers de títulos pró-masculinos privilegiados "Garoto mãe - criando meninos em um mundo que se tornou LOUCO" e "Cultura do cancelamento - e a morte da dignidade conservadora"
- Diana Bang as Drª. Allison Mann,[8] uma geneticista da Universidade Harvard que, apesar de ter sido sinalizada pelo FBI por ter solicitado verbas dos sauditas, a presidente Brown espera que ela estude Yorick para salvar a humanidade

### Recorrentes
- Jess Salgueiro como Christine Flores, Chefe de Gabinete da Presidente Brown
- Laura de Carteret como Lisa Murray, uma ex-conselheira da administração Campbell auxiliando a presidente Brown

### Convidados
- Paul Gross como o presidente dos Estados Unidos que é morto na morte global

## Episódios
| N.º | Título                                        | Dirigido por             | Roteiro por            | Lançamento             |
| --- | --------------------------------------------- | ------------------------ | ---------------------- | ---------------------- |
| 1   | "The Day Before" "O Dia Anterior"             | Louise Friedberg         | Eliza Clark            | 13 de setembro de 2021 |
| 2   | "Would the World Be Kind" "O Mundo Seria Bom" | Louise Friedberg         | Eliza Clark            | 13 de setembro de 2021 |
| 3   | "Neil"                                        | Daisy von Scherler Mayer | Katie Edgerton         | 13 de setembro de 2021 |
| 4   | "Karen and Benji" "Karen e Benji"             | Destiny Ekaragha         | Donnetta Lavinia Grays | 20 de setembro de 2021 |
| 5   | "Mann Hunt"                                   | Mairzee Almas            | Tian Jun Gu            | 27 de setembro de 2021 |
| 6   | "Weird Al is Dead" "Weird Al Está Morto"      | Destiny Ekaragha         | Catya McMullen         | 4 de outubro de 2021   |
| 7   | "My Mother Saw a Monkey"                      | Lauren Wolkstein         | Charlie Jane Anders    | 11 de outubro de 2021  |
| 8   | "Ready. Aim. Fire."                           | Karena Evans             | Coleman Herbert        | 18 de outubro de 2021  |
| 9   | "Peppers"                                     | Cheryl Dunye             | Katie Edgerton         | 25 de outubro de 2021  |
| 10  | "Victoria"                                    | Daisy von Scherler Mayer | Eliza Clark            | 1 de novembro de 2021  |

## Produção

### Desenvolvimento

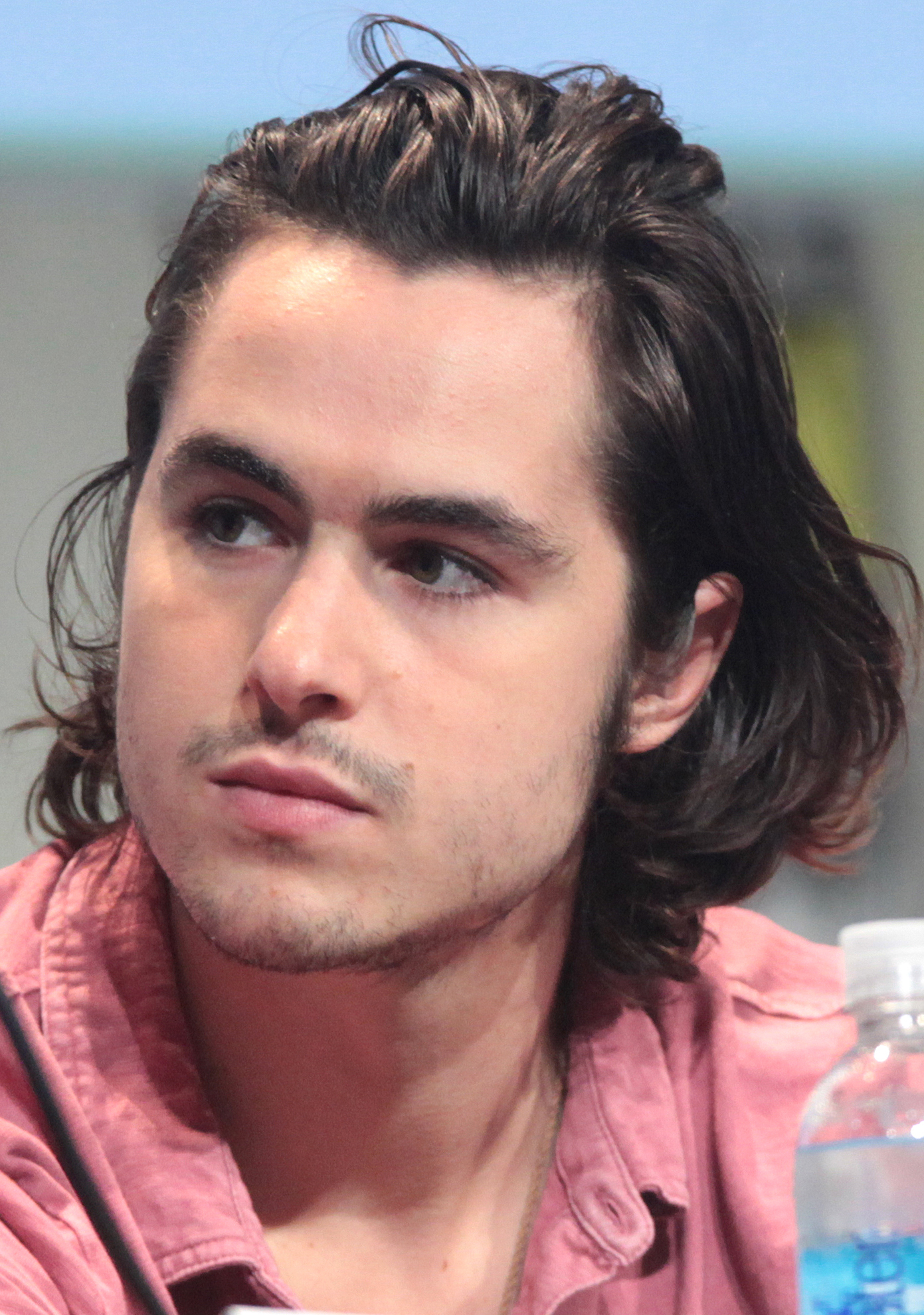
Ben Schnetzer retrata o personagem principal da série, Yorick Brown

Em outubro de 2015, foi relatado que o FX havia começado o desenvolvimento de uma adaptação para série de televisão da série de quadrinhos de Brian K. Vaughan e Pia Guerra, Y: The Last Man. Vaughan foi definido para produzir ao lado de Nina Jacobson e Brad Simpson. Esperava-se que as produtoras envolvidas com a série incluíssem a Color Force e a FX Productions.
Em novembro de 2016, foi anunciado que Michael Green serviria como showrunner para a potencial série, além de escrever um roteiro piloto com Vaughan. Em janeiro de 2017, foi relatado que o FX esperava receber o script nos meses seguintes. Em maio de 2017, foi esclarecido que Green havia escrito apenas o roteiro e que Vaughan havia lido e gostado dele. Em julho de 2017, foi confirmado que o FX havia recebido um rascunho do roteiro de Green, que eles gostaram e que as discussões sobre a série potencial estavam em andamento. Em janeiro de 2018, o CEO do FX, John Landgraf, comentou sobre o status da série durante a turnê de inverno anual da Television Critics Association, dizendo: "[Nos sentimos] muito otimistas, não exatamente em um ponto de decisão final. Mas temos um roteiro de que gosto muito, um rascunho de que gostamos muito recentemente." Landgraf comentou que Green agora estava disponível para a série após sua saída de American Gods.
Em abril de 2018, foi anunciado que o FX havia dado um pedido de piloto à produção. Green era esperado para atuar como co-showrunner da série com Aida Mashaka Croal, os quais também foram definidos como produtores executivos ao lado de Melina Matsoukas, Jacobson, Simpson e Vaughan. Matsoukas também foi escalado para dirigir o episódio piloto. Em fevereiro de 2019, foi anunciado na turnê anual de inverno da imprensa da Television Critics Association que a produção havia recebido um pedido de série para uma primeira temporada, com estreia prevista para 2020.
Em abril de 2019, Green e Croal saíram da série, com diferenças criativas citadas. Em junho de 2019, foi anunciado que Eliza Clark estaria substituindo Croal e Green como showrunner. Em fevereiro de 2020, concluiu-se que Clark, Nina Jacobson e Brad Simpson da Color Force, e Vaughan seriam os produtores executivos. Matsoukas também atua como produtora executiva, assim como Mari Jo Winkler-Ioffreda. Nellie Reed atua como produtora. Em maio de 2020, foi anunciado que o título do programa havia sido alterado de simplesmente Y para Y: The Last Man. Em junho de 2020, foi anunciado que a série iria estrear no FX on Hulu em vez da rede de cabo linear do FX. Em outubro de 2020, foi anunciado que, além de servir como showrunner, Eliza Clark também escreveria os dois primeiros episódios, com Louise Friedberg dirigindo esses episódios. O FX também anunciou que toda a primeira temporada seria dirigida por mulheres.

### Seleção de elenco
Em julho de 2018, foi anunciado que Diane Lane, Barry Keoghan, Imogen Poots, Lashana Lynch, Juliana Canfield, Marin Ireland, Amber Tamblyn e Timothy Hutton haviam sido escalados para os papéis principais do piloto. Em fevereiro de 2020, foi anunciado que Keoghan não iria mais interpretar Yorick e que um novo ator seria escalado. Mais tarde naquele mês, Ben Schnetzer foi escalado para o papel de Yorick. Em março de 2020, foi anunciado que Elliot Fletcher havia sido escalado para o papel regular da série como Sam Jordan, o melhor amigo de Hero. Em outubro de 2020, Ashley Romans e Olivia Thirlby se juntaram ao elenco para substituir Lynch e Poots como Agente 355 e Hero Brown, respectivamente. Também foi anunciado que Hutton não fazia mais parte da lista do elenco devido à reestruturação da série, e seu papel seria interpretado por Paul Gross. Mais tarde, foi anunciado que Diana Bang havia sido escalada para o papel da Dra. Allison Mann.

### Filmagens
A fotografia principal do piloto começou originalmente em agosto de 2018.
Os locais de filmagem supostamente incluíram Pearl River, Nova York. Em fevereiro de 2020, foi revelado que a produção da série deveria começar em abril. A produção foi suspensa devido à pandemia de COVID-19. As filmagens da série começaram em Mississauga, Canadá, em outubro de 2020, e foram concluídas em julho de 2021.

## Lançamento
Y: The Last Man estreou no FX on Hulu com seus três primeiros episódios em 13 de setembro de 2021, com episódios subsequentes lançados semanalmente. A série foi lançada na América Latina no mesmo dia através do Star+ e internacionalmente, foi lançada em 22 de setembro de 2021 no Disney+ sob o hub de streaming dedicado Star, como uma série original.